# Камара, Пануче
Пануче Амаду Перейра Камара (порт. Panutche Amadu Pereira Camará; 28 февраля 1997, Каншунго, Гвинея-Бисау) — бисау-гвинейский футболист, полузащитник клуба «Кроли Таун» и национальной сборной Гвинеи-Бисау.

## Клубная карьера
Футболом начал заниматься в академиях португальских клубов «Лориш» и «Витория Гимарайнш», после чего переехал в Англию, где играл за молодёжную команду «Барнсли». В 2017 году заключил контракт с клубом Премьер-дивизиона Истмийской лиги «Далвич Хэмлет». За команду провёл 15 матчей, в которых забил 4 гола.
В июне 2017 года подписал двухлетний контракт с клубом Лиги 2 «Кроли Таун». Дебютировал 8 августа в гостевом матче Кубка Английской футбольной лиги с «Бирмингем Сити», заменив на 71-й минуте Муссу Сано и забив гол на 86-й минуте. В чемпионате дебютировал 12 августа в гостевом матче с «Челтенэм Таун», заменив на 72-й минуте Томаса Верейда. Всего в том сезоне отыграл 34 матча, в которых забил три гола. В следующем сезоне отбегал уже 50 матчей, но не повысил свой уровень результативности. В мае 2019 года «красные» продлили контракт с игроком на год. Сезон 2019/20 игрок закончил также с 34 сыгранными матчами, но всего одним забитым мячом. Произошло это из-за того, что Камара стал играть глубже в полузащите, поэтому результативные удары сменились результативными передачами: пять ассистов стали рекордными в его карьере на тот момент. В конце сезона клуб предложил футболисту новый контракт, но тот отклонил предложение, решив покинуть клуб.
7 августа 2020 года перешёл в клуб Лиги 1 «Плимут Аргайл» на правах свободного агента. Дебютировал 5 сентября в домашнем матче Кубка Английской футбольной лиги с «КПР», выйдя на замену на 85-й минуте. В чемпионате дебютировал 12 сентября в домашнем матче с «Блэкпулом», заменив получившего травму Конора Гранта на 38-й минуте. Первый гол забил в гостевом матче Кубка Английской футбольной лиги с «Лейтон Ориент». Всего в сезоне 2020/21 отыграл 48 матчей и забил пять голов, в том числе один в матче четвёртого круга Кубка Англии против клуба Премьер-лиги «Шеффилд Юнайтед». В следующем сезоне впервые в карьере оформил дубль из результативных действий: из голевых передач в гостевом матче с «Портсмутом» и из голов в гостевом матче с «Оксфорд Юнайтед». Всего в том сезоне отыграл 46 матчей, в которых также забил пять голов и отдал восемь голевых передач, обновив свой рекорд по системе гол+пас за сезон и став лучшим ассистентом команды. В мае 2022 года клуб воспользовался опцией продления контракта с игроком. Несмотря на это, Камара был выставлен на трансфер, так как он не желал подписывать с «пилигримами» новый улучшенный контракт.
1 сентября 2022 года футболист перешёл в «Ипсвич Таун» за 500 тысяч фунтов, подписав с клубом двухлетний контракт. Почти не пропускавший из-за травм матчи до этого, в начале сезона Камара получил травму паха, из-за чего дебютировал только 18 октября в гостевом матче Трофея Английской футбольной лиги с «Кембридж Юнайтед», заменив в перерыве Ли Эванса. Первый гол забил 7 ноября в гостевом матче Кубка Англии с «Брэкнелл Таун», заменив на 79-й минуте Сэма Морси и забив спустя две минуты. В чемпионате дебютировал 12 ноября в домашнем матче с «Челтенэм Таун», выйдя на замену на 90-й минуте. В декабре игрок наконец перенёс операцию на пахе. Восстановление заняло три месяца, до конца сезона игрок выступал за молодёжную команду. По итогам сезона «трактористы» добились повышения в Чемпионшип, заняв второе место. Камара, сыгравший одну минуту в чемпионате, также получил серебряную медаль.
18 июля 2023 года присоединился к «Чарльтон Атлетик» на правах годичной аренды. Дебютировал 5 августа в домашней игре против «Лейтон Ориент», заменив на 71-й минуте Кароя Андерсона. По возвращении в «Ипсвич» Камара покинул клуб в статусе свободного агента.

## Международная карьера
В июне 2021 года Камара получил свой первый вызов в сборную Гвинеи-Бисау на товарищеский матч со сборной Кабо-Верде. Однако матч был отменён из-за поломки самолёта островной сборной, вследствие чего команда не смогла прибыть на игру. Через полгода футболист снова попал в заявку сборной: на этот раз на Кубок африканских наций. Дебютировал на нём же 11 января 2022 года в матче со сборной Судана, заменив на 85-й минуте Пеле. Первый гол забил 23 марта в домашнем матче со сборной Экваториальной Гвинеи, заменив на 60-й минуте Далсиу и завершив разгром на 89-й.